# جنگ ابدی
جنگ ابدی (به انگلیسی: The forever war)، رمانی علمی–تخیلی جنگی از جو هالدمن است که اولین‌بار در سال ۱۹۷۴ به چاپ رسید و به داستان مبارزهٔ میان‌ستاره‌ای انسان‌ها با تائوران‌ها می‌پردازد.
این کتاب موفق شد جوایز هوگو (۱۹۷۶)، لوکس (۱۹۷۶) و نبیولا (۱۹۷۵) را از آن خود کند.
هالدمن رمان‌های برای همیشه آزاد (۱۹۹۹ - Forever free) و صلح ابدی (Forever peace - ۱۹۹۷) را هم با موضوعی مشابه نوشت که می‌توانند ادامه‌ای بر این کتاب به‌شمار آیند.
در ماه مه ۲۰۱۵، برادران وارنر کپی رایت این رمان را کسب کرد و اعلام کرد قصد دارد فیلمی را براساس این اثر تهیه و تولید کند.  (https://deadline.com/2015/04/channing-tatum-the-forever-war-movie-richard-edlund-1201418549/)

## ترجمه اثر
این رمان با ترجمه نوید فرخی توسط نشر کتابسرای تندیس به فارسی منتشر شده است.

## داستان
خطر لوث‌شدن: آنچه در زیر می‌آید داستان و پایان ماجرا را لو می‌دهد!
انسان‌ها توانسته‌اند درگاه‌هایی در اطراف سیاره‌هایی کشف کنند که می‌توانند آن‌ها را قادر به سفر به کهکشان‌ها و منظومه‌های دیگر در کسری از ثانیه کند. در یکی از این سفرها، یکی از کشتی‌های فضایی از بین می‌رود و انسان‌ها پس از شناسایی سفینه‌های بیگانه، فرض را بر آن می‌گذارند که کشتی انسان‌ها بدست آنان از بین رفته و درگیر جنگ با موجودات بیگانه که آن‌ها را تائوران (Taurans) می‌نامند می‌شوند.
ویلیام ماندلا دانشجوی رشتهٔ فیزیک، برای خدمت دو ساله در ارتش و جنگ با تائوران‌ها فراخوانده می‌شود. پس از دورهٔ آموزشی، به مأموریتی می‌رود که اولین حمله علیه این موجودات است. مأموریت آن‌ها نابودی پایگاه آن‌ها در یک کهکشان دوردست و دستگیری زندهٔ حداقل یکی از این موجودات است. تائورانی‌ها قتل‌عام می‌شوند و هیچ‌کدام زنده دستگیر نمی‌شود و افراد پس از بازگشت به زمین درمی‌یابند که با اینکه دو سال بر آن‌ها گذشته، در زمین ده سال گذشته‌است. زمین بسیار تغییر کرده، پول‌های بسیاری برای تدارکات جنگ خرج شده و مردم در بدبختی به سر می‌برند. با اینکه دو سال خدمت ماندلا به سر رسیده، اما او پس از چندی از ناچاری دوباره در ارتش ثبت‌نام می‌کند.
ادامهٔ داستان دربارهٔ رابطهٔ عاطفی ماندلا با یکی دیگر از همرزمانش است که از مأموریت اول با او همراه بوده و اعزام‌های متعدد به دیگر مأموریت‌هاست که هر بار آن‌ها را بیشتر و بیشتر از زمان واقعیشان دور می‌کند. هر بار که برمی‌گردند تجهیزات و تکنولوژی زمینی‌ها و تائوران‌ها پیشرفت کرده و از درک فرهنگ جدید انسان‌ها دورتر می‌شوند. داستان در آنجا پایان می‌یابد که ۱۱۴۳ سال از شروع نبرد گذشته و ماندلا که یکی از معدود بازماندگان تمام نبردهاست با اندک سربازانش از آخرین مأموریت جنگی‌اش (که بیش از ۲۰۰ سال به طول انجامیده) بازمی‌گردد و درمی‌یابد که جنگ تمام شده و با تائوران‌ها صلح شده و درمی‌یابد که از ابتدا نیز جنگ بر اثر سوءتفاهم به وجود آمده‌است؛ انسان‌ها دیگر تنها در نسخه‌های شبیه‌سازی‌شده (clones) وجود دارند و ماندلا متوجه می‌شود که مری‌گی پاتر (Marygay Potter) هم‌رزم و همسرش که در مأموریت آخر مجبور به جدا شدن از او شده‌بود هنوز زنده‌است و منتظر بازگشت اوست (در مدار سیاره Middle Finger در سفر با سرعت نور است تا سنش بیشتر نشود)؛ و ماندلا به او ملحق می‌شود.
پایان خطر لوث‌شدن